# گیلمن (ایلینوی)
گیلمن، ایلینوی (به انگلیسی: Gilman, Illinois) یک شهر در ایالات متحده آمریکا با جمعیت ۱٬۶۷۷ نفر است که در ایلی‌نوی واقع شده‌است.

## موقعیت جغرافیایی
موقعیت جغرافیایی شهرها و مناطق اطراف به شرح زیر است: